# Blu-ray

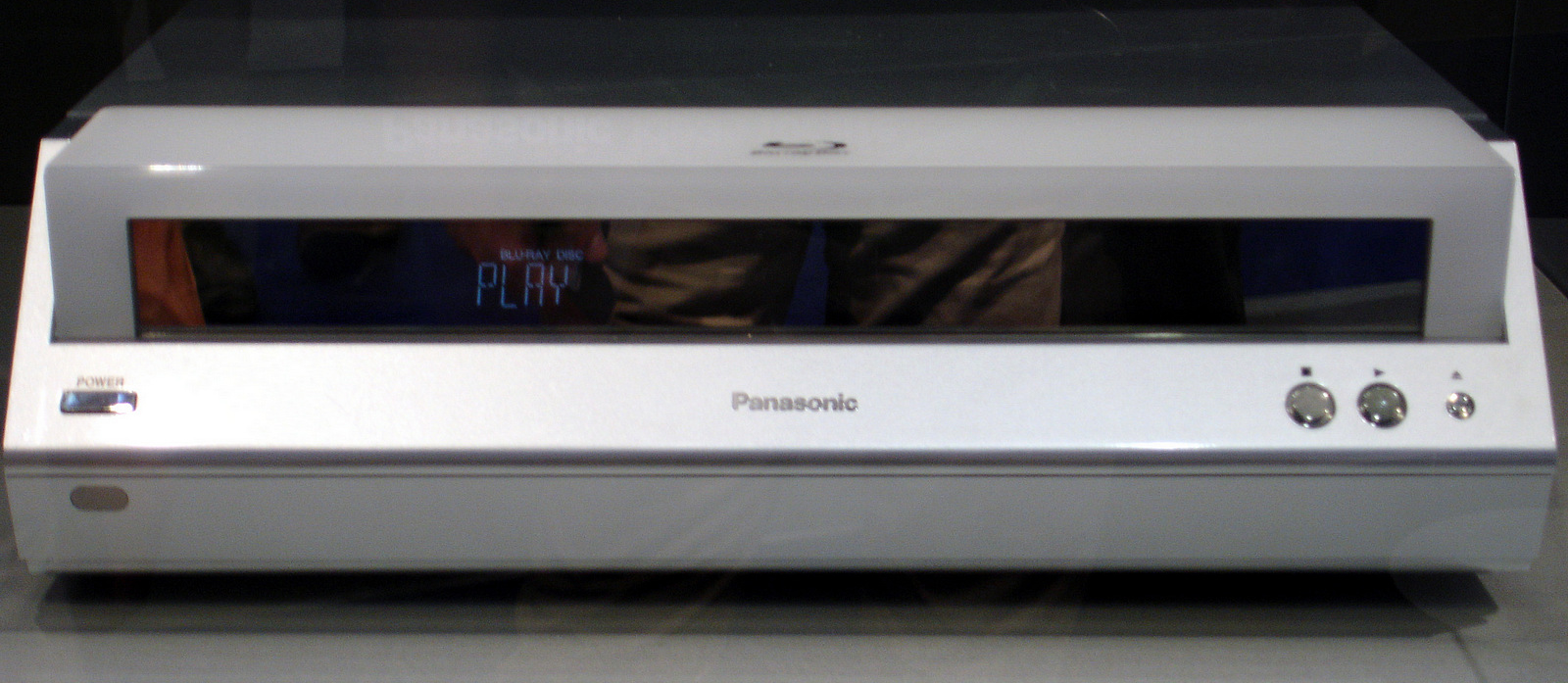
Blu-raydiscspeler

Blu-ray is een formaat waarmee informatie op een optische schijf wordt opgeslagen. Dit is een ronde schijf met een diameter van 120 mm (dezelfde afmeting als een cd/dvd). Het formaat is met name bedoeld als digitaal opslagmedium voor games en speelfilms in HD (1280×720p/1920×1080p (blu-ray) of 2160p (Ultra HD Blu-ray 4K) in resolutie). De uitlezing gebeurt met behulp van blauw laserlicht met een golflengte van 405 nm. Standaard-dvd's en -cd's gebruiken een rode laser met een golflengte van respectievelijk 650 nm en 780 nm.

## Kenmerken

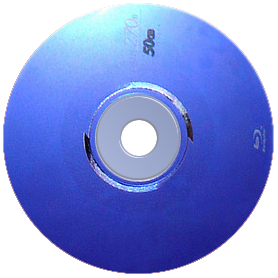
Blu-raydisc met opslagcapaciteit van 50 GB

Blu-ray is de opvolger van de dvd. Voorheen was er nog een formaatoorlog tussen blu-ray en het incompatibele, concurrerende formaat hd-dvd, geleid en gefabriceerd door Toshiba, maar toen de voorsprong van blu-ray steeds groter werd heeft Toshiba in 2008 bekendgemaakt te stoppen met verdere steun aan het formaat en de productie van hd-dvd-spelers te staken.
De geringere golflengte van het gebruikte blauwe laserlicht maakt het mogelijk een hogere informatiedichtheid te behalen, zodat meer informatie op dezelfde schijf kan worden opgeslagen. Een blu-rayschijf heeft een capaciteit van ongeveer 25 GB of twee uur hd-tv-audio plus -video met een bandbreedte tussen 36 en 72 Mb/s. Het is tevens mogelijk om verscheidene lagen boven op elkaar te zetten, die elk 75 GB kunnen opslaan, hierdoor is het mogelijk om meer dan 150 GB op één schijf te zetten. In de toekomst zal blu-ray een hogere capaciteit hebben van 250 GB tot 1 TB.
Een blu-rayschijf heeft een beschermlaag van iets minder dan 100 micrometer dik. De eerste blu-raydiscs hadden een folie als beschermlaag, maar tegenwoordig wordt er een coating gebruikt, net als bij cd's en dvd's. Ook werden de eerste blu-rays, ter bescherming tegen krassen en vingerafdrukken, verpakt in een cartridge. Bij nieuwe(re) blu-rays is dit niet meer het geval, zodat blu-ray er nu uitzien als de huidige cd's en dvd's. Boven op de coating van nieuwe(re) blu-rays ligt een harde krasvaste beschermlaag van enkele micrometers.
Door de hoge informatiedichtheid is het onmogelijk om eenvoudig van aangepaste dvd-replicatieapparatuur gebruik te maken om blu-rays te fabriceren.
Blu-ray wordt ook gebruikt in de professionele broadcastmarkt. Sony levert videocamera's die werken met het XDCAM Professional Disc System: een opslagmethode die gebruikmaakt van de blu-raydisc. In de televisiewereld staat dit beter bekend als (kortweg) XDCAM. Video wordt daarbij niet opgeslagen in MP4-formaat, maar in de codering MPEG IMX 30/40/50. XDCAM HD maakt gebruik van MPEG HD. Op een XDCAM-schijf van 23 GB kan 45 minuten beeldmateriaal opgeslagen worden, in IMX 50 Mb/s (standaarddefinitie of SD). Wordt er opgenomen in hd, dan kunnen er 70 minuten op een 23GB-disk, mits deze 35 Mb/s 'streamt'. Niet alle type XDCAM-camera's van Sony kunnen op elk formaat ingesteld worden.

## Geschiedenis en tijdslijn
De ingenieurs van Philips, onder wie Kees Schouhamer Immink, en Sony die de blu-raydisc in 1995 ontwierpen, hadden de taak om een optische vervanger te ontwerpen voor de DV-camcorder. Belangrijk was hierbij dat door de gebruiker moest kunnen worden opgenomen. Massa-replicatie voor distributie van videofilms en data was bij het ontwerp van ondergeschikt belang.
In het midden van de jaren 1990, toen commerciële hd-tv-sets in grotere aantallen werden verkocht aan consumenten in Japan en de Verenigde Staten, was er echter geen goede, goedkope manier voor opname of weergave van hd-inhoud. Er was ook geen systeem voorhanden dat dergelijke hoge kwaliteit of hoeveelheid gegevens kon opslaan, behalve Digital VHS van JVC en HD Betacam van Sony. Maar het was bekend dat het gebruik van lasers met een kortere golflengte een optische opslagcapaciteit zou opleveren met een hogere dichtheid. Toen Shuji Nakamura de praktisch toepasbare blauwe laserdiodes uitvond, was dit een sensatie, maar een langdurige rechtszaak voor het octrooi vertraagde de introductie acht jaar.
De eerste blu-rayrecorder werd onthuld door Sony op 3 maart 2003 en werd in april van dat jaar op de Japanse markt geïntroduceerd. Op 1 september 2003 kondigden JVC en Samsung hun blu-rayproducten aan op de Internationale Funkausstellung in Berlijn (Duitsland). Beide bedrijven zeiden dat hun producten vanaf 2005 op de markt zouden zijn.
- Op 12 januari 2004 kondigden Hewlett Packard en Dell steun voor de nieuwe standaard aan.
- Op 10 maart 2005 kwam Apple ook bij de groep.
- Op 5 januari 2006 kondigde Philips aan dat het in de tweede helft van 2006 jaar zowel een blu-rayspeler als een opnameapparaat op de markt zou gaan introduceren. Hierbij ging het concern eveneens blu-raydiscs verkopen met een capaciteit van 25 gigabyte en 50 gigabyte.
- Begin 2008 kondigde Time Warner aan dat het zou stoppen met de ondersteuning van hd-dvd en vanaf eind mei 2008 enkel nog blu-ray zou ondersteunen.[2]
- Op 15 februari 2008 kondigde Walmart, de grootste warenhuisketen van de Verenigde Staten, aan dat hij per 1 juni zou stoppen met het verkopen van hd-dvd-spelers en films.[3]
- Op 19 februari 2008 kondigde Toshiba officieel aan het hd-dvd-project te stoppen. Blu-ray leek de opvolger te worden van de dvd. De hele audiovisuele markt viel uiteen in verschillende nichemarkten zoals: dvd, blu-ray, downloaden (verhuur, verkoop, streaming ...), tv-aanbod met diverse mogelijkheden (standaardpakketten van kabelmaatschappijen, betaal-tv, pay-per-view, uitgesteld kijken ...), VHS en bioscoop.

In oktober 2010 kwamen Hitachi en LG met een prototype van een 1TB-blu-raycartridge onder de naam BDXL. Deze cartridge kon tot acht schijven van 128 GB bevatten en was ontworpen voor archiefdoeleinden. De BDXL bevatte een RFID-chip voor het uitlezen van de inhoud.

## Fysieke structuur
Een blu-rayschijf is een ronde schijf van 120 mm (de cd/dvd-afmeting) die met behulp van een blauwe laser met golflengte 405 nm (dvd 650 nm) uitgelezen wordt. Hierin is blu-ray identiek aan de concurrent hd-dvd. In andere aspecten blijft hd-dvd dichter bij de dvd dan blu-ray.
De numerieke apertuur van de lens is 0,85 (bij een dvd 0,6) waardoor een lagere diffractie bereikt wordt en de lichtvlek van de laser op de informatiedragende laag beter geconcentreerd wordt.
De laser bevindt zich in vergelijking tot de dvd dichter bij de informatiedragende laag. De beschermende laag bij een blu-raydisc is gemaakt van Durabis en is extra hard en dun. De dikte ervan bedraagt 0,1 mm (bij een dvd 0,6 mm).
Al deze verschillen in opbouw met de dvd leiden ertoe dat de doorsnede van de lichtvlek op de informatiedragende laag 0,6 µm (bij een dvd 1,3 µm) bedraagt. Hierdoor is het mogelijk om meer bits per oppervlakte-eenheid op te slaan.

## Software, datastructuren encodecs
- Video
  - MPEG-2, H.264 AVC, AVC en SMPTE VC-1
- Audio
  - Verplicht voor alle spelers
    - Dolby Digital AC-3, DTS en linear PCM (tot 7.1-kanalen, maar de meeste spelers kunnen slechts twee kanalen afspelen)

  - Optioneel
    - Dolby Digital Plus, en de verliesvrije formaten Dolby TrueHD en DTS HD

## BD-J
Geavanceerde interactiviteit wordt verkregen met behulp van de speciaal voor blu-ray ontwikkelde BD-J-standaard die zich baseert op Java, versie 1.3. BD-J is een deelverzameling van de Globally Executable MHP-standaard (GEM). GEM is de wereldwijde versie van de Multimedia Home Platform-standaard. BD-J bevindt zich op alle nieuwe blu-rayspelers (vanaf 31 oktober 2007). Oudere modellen hebben meestal geen BD-J, maar enkel HDMV, wat nauwelijks meer mogelijkheden biedt dan een standaard-dvd. BD-J biedt erg veel mogelijkheden, zelfs spelletjes, maar is niet streng gestandaardiseerd en eist veel van de spelers. Het gevolg is compatibiliteitsproblemen, dit wil zeggen dat sommige films niet al hun mogelijkheden vertonen op alle modellen spelers. Of spelers hebben firmware-updates nodig om deze mogelijkheden te benutten. Ook zijn de laadtijden bij sommige spelers hierdoor erg lang. Daarnaast moeten de programmeurs tijdrovende testen doen op verschillende modellen spelers of zouden die moeten doen.

## Specificaties
- Maximale resolutie: UHD, te weten 3840×2160, progressief (2160p), BD 4K.
- Opslagcapaciteit
  - Enkellaags: 25 GB
  - meerlaags: 1 TB
- Maximale bitrates
  - Ruwe dataoverdracht: 53,95 Mbit/s
  - Audio+video+ondertiteling: 48,0 Mbit/s
  - Video: 40,0 Mbit/s

### Spelerprofielen
Alle videoprofielen hebben een volledige implementatie nodig van BD-J, maar met verschillende niveaus van hardwareondersteuning.
| Mogelijkheid                  | BD-Video (Gratieperiodeprofiel – Profiel 1.0) | Bonus View (Definitieve standaardprofiel – Profiel 1.1) | BD-Live (Profiel 2) |
| ----------------------------- | --------------------------------------------- | ------------------------------------------------------- | ------------------- |
| Ingebouwd permanent memory    | 64 kB                                         | 64 kB                                                   | 64 kB               |
| Lokale opslagcapaciteit       | –                                             | 256 MB                                                  | 1 GB                |
| Tweede videodecoder (PiP)     | Optioneel                                     | Verplicht                                               | Verplicht           |
| Tweede audiodecoder           | Optioneel                                     | Verplicht                                               | Verplicht           |
| Virtueel filesysteem          | Optioneel                                     | Verplicht                                               | Verplicht           |
| Internetconnectiemogelijkheid | Nee                                           | Nee                                                     | Verplicht           |

Op 1 november 2007 werd het gratieperiodeprofiel (Engels: grace period profile) opgevolgd door Bonus View als het minimumprofiel voor nieuwe spelers die op de markt worden geïntroduceerd. De Panasonic DMP-BD30 zelfstandige speler (Eng: stand alone player), eind 2007 geïntroduceerd, was de eerste (of een van de eerste) spelers die voldeed aan het Bonus View-profiel (Profiel 1.1). Deze speler is eind 2007 wellicht nog niet in Nederland of België verkrijgbaar. De PlayStation 3 kan sinds 18 december 2007 met behulp van firmware-update 2.10 door de gebruiker geschikt worden gemaakt voor Bonus View.
Op 25 maart 2008 werd versie 2.20 uitgebracht zodat ook BD-Live wordt ondersteund.

## Regiocodes

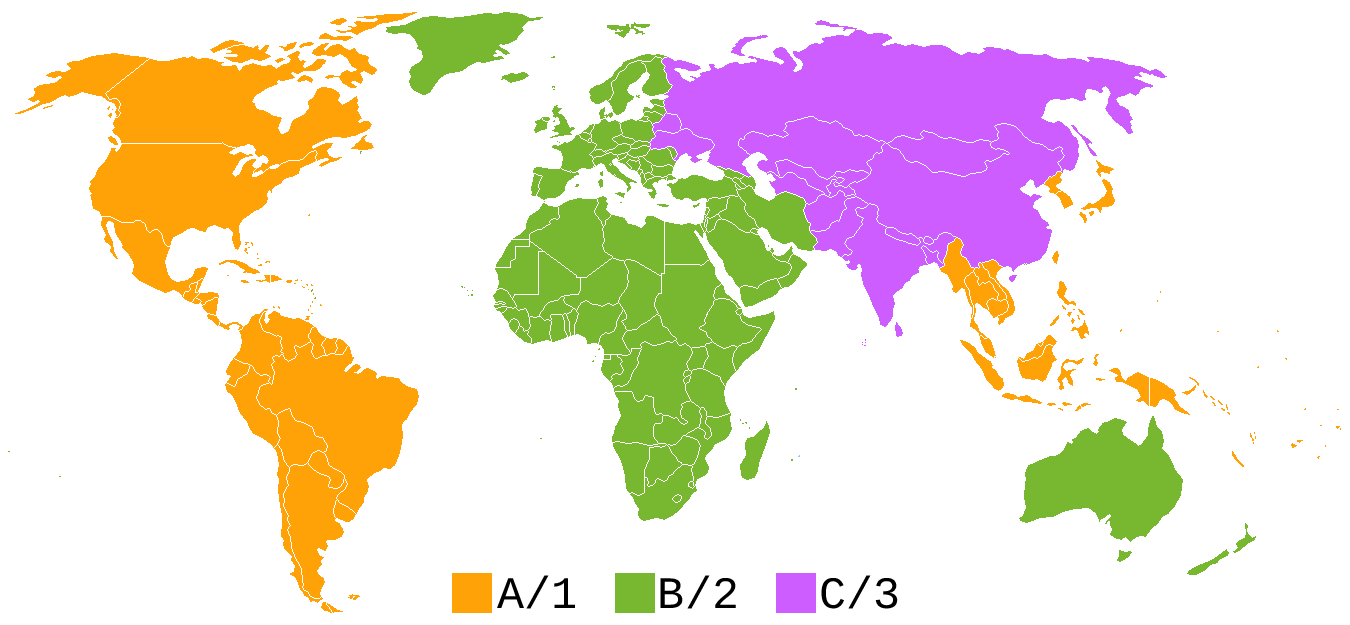
Blu-rayregiocodes

Enkel niet-Ultra HD-blu-ray bevat nog regiocodering zoals bij dvd, maar dan met drie andere coderingen die dvd's nooit hebben:
| codering | regio |
| -------- | --- |
| A        | het Amerikaanse wereldgedeelte, Zuid-Korea, Japan, Hongkong, Macau, Taiwan, Zuidoost-Azië.                                                             |
| B        | het Afrikaanse wereldgedeelte, het Oceanische wereldgedeelte, het Europese wereldgedeelte (incl.: Groenland/Franse overzeese gebieden), Midden-Oosten. |
| C        | Rusland, Volksrepubliek China, Centraal-Azië, Zuid-Azië.                                                                                               |

## Compatibiliteit
Blu-rayfilms kunnen afgespeeld worden via blu-rayspelers. Ze ondersteunen hd-formaten 1080p FHD en 2160p 4K. De films kunnen dus afgespeeld worden op standaard tv's, maar dan zonder hd-beeld, of op een HD-Ready-tv, met kwaliteit tot 1080i. Het beste beeld wordt bereikt met een Full HD-tv, met de Full HD 1080p-kwaliteit.
Blu-ray is wederzijds incompatibel met hd-dvd, maar er zijn ook enkele dualformatspelers op de markt, die echter een stuk duurder zijn dan singleformatspelers.
Blu-ray is meer onderhevig aan nieuwe ontwikkelingen en verbeteringen dan hd-dvd, dat standaard over picture in picture en ethernet beschikt. Het is dus mogelijk dat bepaalde geavanceerde functies (zoals picture in picture en interactiviteit) van nieuw uitgebrachte blu-rayfilms niet werken op oudere spelers.
Het is overigens mogelijk om met blu-rayspelers gewone dvd- en cd-schijven af te spelen.

## Kopieerbeveiligingen
Blu-ray maakt, net als hd-dvd, gebruik van DRM-technieken (het zogeheten Advanced Access Content System of AACS) die het afspelen van de schijf buiten door de leveranciers toegestane hardware en software onmogelijk moeten maken teneinde onbedoeld gebruik van de media te voorkomen. Doordat deze beveiliging ook legale toepassingen blokkeert, zoals het maken van een back-up of het afspelen van de schijf zonder verplicht door de leveranciers goedgekeurde programma's te gebruiken, heeft het formaat kritiek ontvangen.
Daarnaast is blu-ray, in tegenstelling tot hd-dvd, ook beveiligd met de DRM-technieken BD+ en BD-ROM Mark.
De filmstudio 20th Century Fox verkiest blu-ray boven hd-dvd mede vanwege de uitgebreidere kopieerbeveiliging.
Op 14 september 2010 werd bekend dat de beveiliging van blu-raytechnologie was gekraakt. Dit werd bevestigd door Intel.

## Apparatuur
Blu-rayspelers worden gemaakt door onder meer Philips, Sony, Samsung, Sharp en ook vele andere merken kiezen voor de blu-raystandaard als drager voor hd-inhoud. Populaire spelers zijn de gameconsole PlayStation 3 en de zelfstandige speler van Samsung, BD-P1400. Sommige merken hebben systemen waarmee ook opgenomen kan worden in blu-ray.

### Computers
Het afspelen van hd-tv-films op blu-raydiscs kan ook via een computer, mits deze geen verouderde CPU heeft, of over een GPU beschikt die H.264 kan decoderen op een resolutie van minstens 1920x1080. Het afspelen van hd-tv-films op een computer biedt een toegevoegde waarde ten opzichte van een film op een blu-rayhuiskamerspeler, omdat je dan niet vastzit aan H.264, maar ook bijvoorbeeld blu-ray met MPEG Pro kan weergeven. Tevens kan je via de computer zelf kiezen welke filters en scalingtechnieken je activeert bij het weergeven van blu-ray-inhoud.
Er bestaan blu-raybranders zowel voor desktopcomputers als voor notebooks. Deze zijn in tegenstelling tot de langzame hd-dvd-recorders ook los beschikbaar voor de consument. Ze branden naast blu-rayschijven ook dvd's en cd's. Blu-rayrecorders leveren een betere brandkwaliteit dan hd-dvd-recorders.

### Spelconsoles

#### PlayStation
Sony heeft, met hun PlayStation-consoles, populaire apparaten in de blu-raybranch. Vanaf PlayStation 3 hebben (met uitzondering van "digital only"-edities) alle PlayStationconsoles een blu-rayspeler. Alle games werden dan ook op blu-ray uitgebracht. De werking van de blu-rayspeler is dezelfde als op een gewone blu-rayspeler. Er zijn wel extra menu's tijdens de film en de besturing tijdens de film. Op een PlayStation kan in 720p of 1080p gekeken worden. Welke van de twee beschikbaar is, ligt aan de televisie en/of HDMI-kabel. Met Playstation 4 kan men tevens 3D blu-ray afspelen. Ondanks dat Playstation 4 Pro 4K-games ondersteunt, heeft deze console geen 4K-blu-rayspeler. Dit was een bewuste keuze, omdat het medium steeds minder relevant is voor de filmsector omdat steeds meer consumenten kiezen voor streamingdiensten. Met de lancering van Playstation 5 werd uiteindelijk wel een 4K-blu-rayspeler ingebouwd.
Er kunnen geen blu-rays gebrand worden met PlayStation-consoles.

#### Xbox One
Nadat Sony een blu-rayspeler inbouwde in de PS3, heeft Microsoft ook een blu-rayspeler ingebouwd in de Xbox One. De games werden vanaf dan ook, net zoals bij PlayStation, op blu-ray-schijfjes gebrand. De Xbox 360-games werden nog op dvd's gebrand. Om blu-rayfilms af te kunnen spelen, moet de blu-ray-app geïnstalleerd zijn. Sinds augustus 2014 is er een update uit die ervoor zorgt dat ook 3D-blu-rayfilms afgespeeld konden worden. De originele Xbox One kan geen 4K-blu-ray afspelen. Dat werd pas mogelijk met de Xbox One S & X en Xbox Series X.

### Blu-ray-brander
Een blu-ray-brander is een apparaat waarmee informatie op een blu-ray-schijf gebrand kan worden. Tevens kunnen er dvd's mee gelezen worden, en in de meeste gevallen ook cd's. Veel blu-ray-branders zijn ook te gebruiken als dvd- en cd-brander.

## Marktaandeel
De verkopen van hd-dvd en blu-ray zijn erg klein vergeleken met die van de dvd. Met uitzondering van Japan is slechts een klein percentage huishoudens in het bezit van een hd-dvd- of blu-rayspeler, waardoor de marktaandelen snel en sterk kunnen veranderen. Soms wordt bij het bepalen van het marktaandeel de PlayStation 3 niet meegeteld, omdat die door sommige gebruikers alleen gebruikt wordt als spelcomputer.
Sony en Samsung domineerden samen in de VS in 2007 de markt voor blu-rayspelers.

## Studio-ondersteuning
Blu-ray wordt ondersteund door bijna alle belangrijke Amerikaanse filmmaatschappijen, te weten Walt Disney, 20th Century Fox, Warner Bros. Entertainment, Sony Pictures Entertainment, Columbia Pictures, TriStar Pictures, Metro-Goldwyn-Mayer, New Line Cinema, DreamWorks, Weinstein Co. en Paramount. (Universal Studios ging van hd-dvd over naar blu-ray vanaf de zomer van 2008).

## Blu-raydiscconsortium
Het blu-raydiscconsortium (Engels: Blu-ray Disc Association) is het industrieconsortium dat blu-raytechnologie ontwikkelt en licenties verleent. Het is ook verantwoordelijk voor het vaststellen van formaatstandaarden en het vinden van kansen voor het blu-rayformaat. Het consortium is ingedeeld in drie lidmaatschapsniveaus: 1. de directie, 2. degenen die een actieve bijdrage leveren (Eng.: the Contributors) en 3. de gewone leden (Eng.: General Members).
Het consortium omvat Philips, Matsushita, Sony, Samsung, LG, Apple, Thomson, Pioneer, Hitachi, Sharp en Mitsubishi.

## Licenties
Bedrijven die films op blu-raydiscs willen uitbrengen of blu-rayspelers willen fabriceren moeten licenties betalen aan de bedrijven die het intellectuele eigendom bezitten. In 2009 kondigden Sony, Panasonic en Phillips aan dat ze één licentie zouden lanceren waarin niet alleen blu-ray, maar ook dvd en cd worden opgenomen. Dit idee werd een jaar eerder al besproken tijdens een meeting met 18 bedrijven die eigenaar zijn van de blu-raypatenten.
Dankzij deze one-stop-licentie werden de royalty's stukken goedkoper. Zo moet er $ 9,5 betaald worden per geproduceerde blu-rayspeler en $ 14 per geproduceerde blu-rayrecorder. Doordat de licentie ook de licenties bevat voor dvd en cd, kunnen blu-rayspelers tevens ook die opslagmedia afspelen. Zo moesten er dus ook geen licentie meer betaald worden aan dvd 6C, dvd 3C & MPEG LA als men ook dvd wilde laten afspelen via blu-rayspelers.
Voor het produceren of uitbrengen van blu-rayschijfjes kost het 11 cent voor een alleen-lezenschijfje, 12 cent voor een opneembaar schijfje en 15 cent voor een herschrijfbaar schijfje.

## Hoofdlettergebruik
Er bestaat veel onduidelijkheid over de correcte schrijfwijze van het woord 'blu-ray'. Vaak wordt het woord, ten onrechte, met een hoofdletter of als 'blue-ray' geschreven. In het 'Jaarboek taal 2009' van Van Dale is 'blu-ray' opgenomen. 'Blu-ray' (met hoofdletter) was aanvankelijk de eigennaam van het systeem. De status van naam heeft het inmiddels verloren, en daarom is de hoofdletter vervallen.